# 善根
善根（梵语：Kuśala-mūla)，佛教術語，意指好的根性、善良的根性，指能生出善法的根本。將能夠增長善（Kuśala）的各種思想及行為，譬喻為樹根（mūla），故名善根。有時又可用善本、德本來指稱。如依《俱舍論》所說，則善根是指行者入見道位時，能生無漏智的根本。
漢傳佛教所說的根性、根機、根器，所謂的“根”都是善根，謂眾生之善根與習性，如木之根能生發善心。根性優者，能解佛陀甚深法義，或能持戒堅固、行善順利，謂之利根；根性不優者，不能聽受佛陀法義，持戒屢受屢犯，或善心乏少，謂之鈍根、劣根；兩者合稱“二根”。

## 善根的種類

### 依善根所發起作用之三類
《阿毘曇毘婆沙論》卷3（世第一法品）：「善根有三種：一福分善根、二解脫分善根、三達分善根。」
1. 福分善根：能使未來世得福報者。[4]
2. 解脫分善根：能令得證解脫者。[5]
3. 達分善根：聲聞法中的四加行。[6]

### 三品善根
依善根能對治煩惱之輕重分成上中下三品：
1. 上品善根：出世間所有善根、或能對治下品煩惱。或者種種善法是由加行力，或由串習力，或由自性力，或由田士力，或由清淨力所成
2. 中品善根：若在定地世間善根。或能對治中品煩惱
3. 下品善根：諸不定地所有善根。或在定地而能對治上品煩惱

### 不起三毒煩惱的「三善根」
三善根：謂善之自性，可對治「三不善根」的三種心所。

1. 無貪，是違貪法
2. 無瞋，是違瞋法
3. 無癡，是違癡法

- 以對趣向善惡道或者解脫來說，三善根雖不屬於能令人解脫涅槃的法，但是能令有情於未來世往生於善處的法，所以也稱作三種趣向善趣的法「三法向善趣」[9]
- 三善根又可說三增法[10]、或者三種善聚[11]

### 於三寶所種功德的「三善根」
相對於於有情能於不起三毒而有善果福德的世間善根，另有三種出世間的善根是不可窮盡，依此三種善根可以令漸至涅槃解脫，即三寶。
1. 於無上佛寶所種的功德
2. 於稀有法寶所種的功德
3. 於聖賢僧寶所種的功德

### 順解脫分善根
順解脫分的善根就是種決定解脫的種子。以此來分四種眾生的種性：
1. 順流[15]
2. 逆流[16]
3. 中住
4. 到彼岸

### 四加行：順決擇分的「四善根」
聲聞法中的四加行是四種順決擇分善根，可令入苦法忍正位
1. 暖：順決擇分初善根[18]
2. 頂：順決擇分次善根[19]
3. 忍：順決擇分勝善根[20]
4. 世第一：順決擇分最上善根[21]

### 五善根
三十七菩提分法中的五根
1. 信根
2. 精進根
3. 念根
4. 定根
5. 慧根

## 善根的生成
有八種可以讓善根出生增長的事：
1. 施所成福業事。
2. 戒所成福業事。
3. 修所成福業事。
4. 聞所成事。
5. 思所成事。
6. 餘修所成事。
7. 簡擇所成事。
8. 攝受有情所成事